# Sokołówko
Sokołówko – zniesiona nazwa części wsi Sokołowo w Polsce położona w województwie wielkopolskim, w powiecie wrzesińskim, w gminie Września.
Nazwa istniała do 2006 r. i została zniesiona. Nazwa z nadanym identyfikatorem SIMC występuje w zestawieniach archiwalnych TERYT z 1999 roku.
Miejscowość leży przy drodze krajowej nr 15.
W latach 1975–1998 miejscowość należała administracyjnie do województwa poznańskiego.